# تنفیذ حکم ریاست‌جمهوری در ایران
تنفیذ حکم ریاست جمهوری پیش از مراسم تحلیف حکم ریاست جمهوری طبق بند ۹ اصل ۱۱۰ قانون اساسی، پس از انتخاب مردم از جمله وظایف و اختیارات رهبر جمهوری اسلامی است.
تنفیذ حکم رئیس‌جمهور ایران به وسیله ولایت فقیه، از اختیارات او در قانون اساسی است و به لحاظ قانونی جنبه تشریفاتی و صوری ندارد؛ یعنی، قانوناً، تا زمانی که ولایت فقیه حکم رئیس‌جمهور منتخب را تنفیذ نکند، وی ریاستی بر قوه مجریه ندارد اما به لحاظ عرفی مراسمی تشریفاتی است. واژه «تنفیذ» و با توجه به سخن روح‌الله خمینی که گفته است این تنفیذ تا زمانی است که عمل بر طبق موازین اسلام باشد، نشان می‌دهد که امضای ولی فقیه به نتیجه انتخابات مردم مشروعیت می‌دهد چنانکه نخستین رهبر ایران در همه تنفیذهای ریاست جمهوری مسئله نصب الهی رهبر و لزوم تأمین مشروعیت الهی تمامی بخش‌های نظام را مطرح کرده است. خمینی در تنفیذ حکم ریاست جمهوری نخست، گفته است «بر اساس آنکه مشروعیت آن (ریاست جمهوری) باید به نصب فقیه جامع الشرایط باشد، این جانب به موجب این حکم رای ملت را تنفیذ، و ایشان را به این سمت منصوب نمودم.»
تنفیذ حکم ریاست جمهوری نقش نظارتی تا انتهای دوران ریاست جمهوری دارد و در صورت انحراف رئیس‌جمهور از اصل تعیین شده، او را فاقد اعتبار و مشروعیت می‌کند. بر این پایه عزل نهایی رئیس‌جمهور توسط مقام رهبری، نتیجه منطقی امضای حکم ریاست جمهوری است که پس از رأی به عدم کفایت سیاسی رئیس‌جمهور از سوی مجلس یا حکم به تخلف قضائی او از سوی قوه قضائیه صورت می‌پذیرد.
از لحاظ قانونی پس از اینکه اکثریت مردم در انتخابات به یکی از نامزدهای ریاست جمهوری رای داده و او را به عنوان رئیس‌جمهور انتخاب کردند، بعد از تأیید درستی انتخابات از سوی شورای نگهبان یک مرحله بعدی هم وجود دارد و آن تنفیذ حکم ریاست جمهوری به وسیله ولایت فقیه پس از گزینش مردم است.
بنا بر قانون اساسی جمهوری اسلامی ایران بازنگری شده در سال ۱۳۶۸، رئیس‌جمهوری ایران پس از رهبری دومین مقام سیاسی بلندپایه کشور است و قوه مجریه (یکی از قوای سه‌گانه ایران) تحت امر او قرار دارد. رئیس‌جمهور برای یک دوره چهار ساله توسط رای مردم برگزیده می‌شود که بیشینه برای یک دوره پیاپی قابل تکرار است.

## سید ابوالحسن بنی صدر
سید روح‌الله خمینی نخستین رهبر ایران در روز ۱۵ بهمن ۱۳۵۸ حکم ریاست جمهوری سید ابوالحسن بنی‌صدر را تنفیذ کرد.

## محمدعلی رجایی

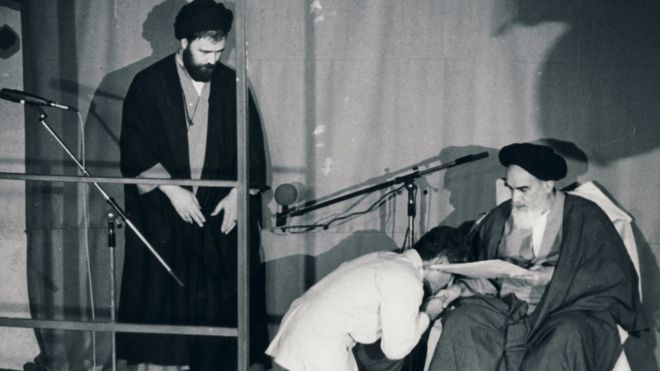
مراسم تنفیذ حکم ریاست جمهوری محمدعلی رجایی، ۱۱ مرداد ۱۳۶۰؛ رجایی کمتر از یک ماه بعد در انفجار دفتر نخست‌وزیری کشته شد.

سید روح‌الله خمینی بنیان‌گذار جمهوری اسلامی ایران در روز ۱۱ مرداد ۱۳۶۰ حکم ریاست جمهوری محمدعلی رجایی را تنفیذ کرد.

## سید علی خامنه‌ای
سید روح‌الله خمینی در روز ۱۷ مهر ۱۳۶۰ حکم ریاست جمهوری سید علی خامنه‌ای را تنفیذ کرد. همچنین در تاریخ ۱۲ شهریور ۱۳۶۴ برای بار دوم حکم ریاست جمهوری خامنه‌ای توسط خمینی تنفیذ گردید.

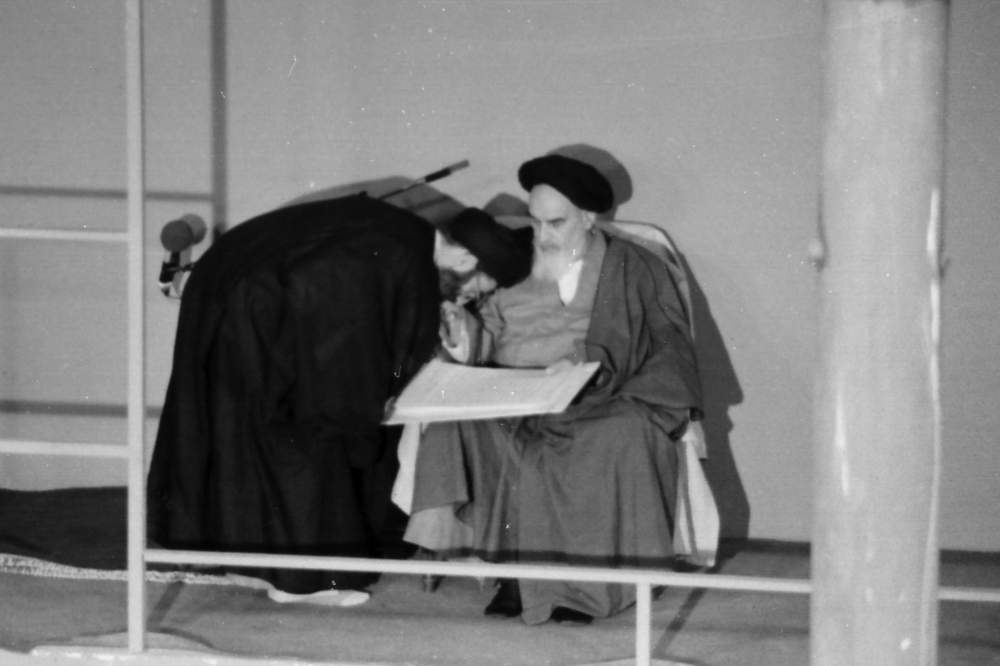
مراسم تنفیذ حکم ریاست جمهوری سید علی خامنه‌ای، ۱۷ مهر ۱۳۶۰

## اکبر هاشمی رفسنجانی
سید علی خامنه‌ای رهبر کنونی ایران روز ۱۲ مرداد ۱۳۶۸ حکم ریاست جمهوری اکبر هاشمی رفسنجانی را تنفیذ کرد واین درحالی بود که براساس ماده۱ قانون انتخابات ریاست جمهوری دورهٔ ریاست جمهوری از تنفیذ شروع می‌شود نه تحلیف ودر آن تاریخ خامنه ای از ریاست جمهوری استعفا نداده-روز۲۵ مرداد ۶۸ -استعفا دادند واکبر هاشمی هم از نمایندگی مجلس استعفا نداده بود-روز۲۵مرداد۶۸استعفا داد- - همچنین در تاریخ ۱۲ مرداد ۱۳۷۲ برای بار دوم حکم ریاست جمهوری اکبر هاشمی رفسنجانی تنفیذ شد.

## سید محمد خاتمی

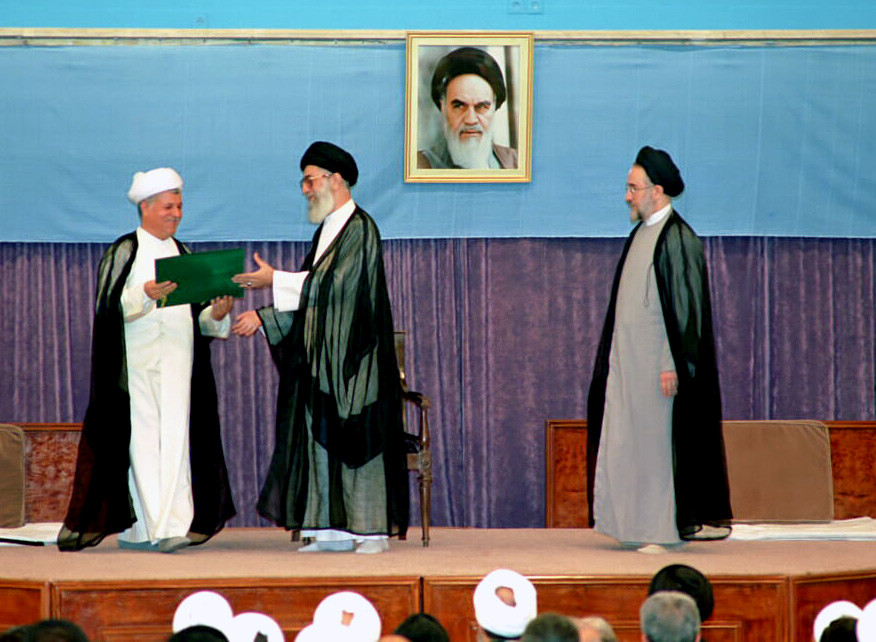
مراسم تنفیذ حکم ریاست جمهوری سید محمد خاتمی، ۱۲ مرداد ۱۳۷۶

رهبر ایران روز ۱۲ مرداد ۱۳۷۶ حکم ریاست جمهوری سید محمد خاتمی را تنفیذ کرد. همچنین در تاریخ ۱۱ مرداد ۱۳۸۰ برای بار دوم حکم ریاست جمهور محمد خاتمی تنفیذ شد.

## محمود احمدی‌نژاد
رهبر ایران روز ۱۲ مرداد ۱۳۸۴ حکم ریاست جمهوری محمود احمدی‌نژاد را تنفیذ کرد. همچنین در تاریخ ۱۲ مرداد ۱۳۸۸ برای بار دوم حکم ریاست جمهور محمود احمدی‌نژاد تنفیذ شد.

## حسن روحانی
مراسم تنفیذ حکم حسن روحانی، روز ۱۲ مرداد ۱۳۹۲ در حضور سید علی خامنه‌ای رهبر کنونی ایران و بر طبق سنت همه ساله در حسینیه امام خمینی برگزار گردید. در این مراسم محمود احمدی‌نژاد به عنوان رئیس‌جمهور سابق، رؤسای دیگر قوا و مقامات لشکری و کشوری حضور داشتند.
تنفیذ حکم ریاست جمهوری حسن روحانی به عنوان هفتمین رئیس‌جمهور ایران توسط رهبر ایران در حضور رؤسای قوای مقننه، قضاییه و مجریه (رئیس دولت دهم) و رئیس مجمع تشخیص مصلحت نظام، رئیس مجلس خبرگان رهبری، دبیر شورای نگهبان، سید حسن خمینی تعدادی از اعضای هیئت دولت، نمایندگان مجلس شورای اسلامی، اعضای شورای نگهبان، مسئولان قوه قضاییه، فرماندهان عالی‌رتبه نظامی و انتظامی، جمعی از مدیران و شخصیت‌های سیاسی، اجتماعی و فرهنگی کشور انجام گردید.
همچنین در ۱۲ مردادماه ۱۳۹۶ مجدداً حکم ریاست جمهوری حسن روحانی توسط رهبر جمهوری اسلامی ایران تنفیذ گردید. در این مراسم تنی چند از سران جمهوری اسلامی ایران از جمله سران سه قوه حضور داشتند.

## سید ابراهیم رئیسی
مراسم تنفیذ حکم سید ابراهیم رئیسی، روز ۱۲ مرداد ۱۴۰۰ در حضور سید علی خامنه‌ای رهبر جمهوری اسلامی ایران درحسینیه امام خمینی برگزار گردید. در این مراسم حسن روحانی به عنوان رئیس‌جمهور پیشین، محمدباقر قالیباف رئیس مجلس شورای اسلامی، غلامحسین محسنی اژه‌ای رئیس قوه قضائیه، رئیس ستاد کل نیروهای مسلح، فرمانده کل سپاه پاسداران، دبیر شورای نگهبان، نامزدهای سیزدهمین دوره ریاست جمهوری، کابینه دولت دوازدهم، مقامات لشکری و کشوری حضور داشتند.
در این مراسم انتقال مدیریت از دولت دوازدهم به دولت سیزدهم بدون هیچ‌گونه تنشی اتفاق افتاد.

## مسعود پزشکیان
طبق اعلام دفتر سید علی خامنه ای روز هفتم مرداد ۱۴۰۳ تنفیذ مسعود پزشکیان با حضور سید علی خامنه ای و مسئولان نظام جمهوری اسلامی برگزار شد.